# José de Egipto
José de Egipto (en portugués: José do Egito) es una miniserie brasileña, producida por la Rede Record, exhibida originalmente del 30 de enero al 9 de octubre de 2013. Escrita por Vivian de Oliveira y con la dirección general de Alexandre Avancini. Se basa en el relato bíblico del libro del Génesis que trata del patriarca José, hijo de Jacob.
En los papeles centrales aparecieron Angelo Paes Leme, Maytê Piragibe, Caio Junqueira, Bianca Rinaldi, Leonardo Vieira, Irán Malfitano, Taumaturgo Ferreira y Larissa Maciel.

## Argumento
La historia de José cuenta la saga de un hombre honesto que, tras ser vendido como esclavo por sus hermanos, es llevado a Egipto, donde es agraviado, calumniado, encarcelado y humillado. Pero todo lo que toca José prospera porque tiene un don para interpretar los sueños. Y es así, previendo la abundancia y el hambre en Egipto, a través de los sueños que atormentan al Faraón, que José se convierte en gobernador de toda aquella nación. Más tarde, cuando el mundo no tiene nada para comer, es José quien alimenta a los hermanos que tanto lo odiaron en el pasado. La vida de José es un ejemplo de pureza, paciencia, amor y perdón.
La historia comienza en Israel alrededor del año 1700 a. C. Jacob, también conocido como Israel (Celso Frateschi), está casado con Leah (Denise Del Vecchio) y Rachel (Mylla Christie), además de tener dos concubinas, Bila (Carla Cabral) y Zilpa (Andréa Avancini). A pesar de tener un pasado de engaños con su hermano Esaú (Jonas Bloch), Jacob es un hombre que ama a su familia. A pesar de ser la primera esposa, Lea siente fuertes celos hacia su hermana Raquel, a quien Jacob ama más. Jacob tuvo un total de trece hijos, a saber, Rubén (Guilherme Winter), Simeón (Caio Junqueira), Levi (Felipe Cardoso), Judá (Víctor Hugo), Dan (Eduardo Spinetti), Neftalí (Fernando Sampaio), Gad (Vasco Valentino), Asher (Wendell Duarte), Isacar (Edu Porto), Zabulón (Acácio Ferreira), José (Ricky Tavares / Angelo Paes Leme), Dinah (Marcela Barroso / Samara Fellipo) y Benjamín (Eduardo Melo / Gustavo Leão).
Jacob ama más a su esposa Raquel y a su hijo José, lo que provoca celos en sus otros hijos. José, un joven que interpreta sueños, cuenta uno donde sus hermanos se inclinan ante él, lo que aumenta su odio. Tras la muerte de Raquel al dar a luz a Benjamín, los hermanos de José lo venden como esclavo y engañan a Jacob diciendo que murió. En Egipto, José es comprado por Potifar, pero Sati, la esposa de Potifar, lo acusa falsamente de abuso y lo envían a prisión. Allí, José interpreta sueños y predice al faraón Apepi siete años de abundancia y siete de hambruna. Liberado, se convierte en gobernador, se casa con Azenate y organiza reservas para la hambruna.
Mientras, en la familia de Jacob, su hija Dina es violada por el príncipe Siquem, y sus hermanos lo matan junto a su ciudad en venganza. Años después, la hambruna lleva a los hermanos de José a Egipto, donde no lo reconocen como gobernador. José los pone a prueba, revela su identidad y los perdona. Jacob y su familia se mudan a Egipto, donde se reúnen con José. Sati es castigada por sus mentiras, y otros villanos enfrentan consecuencias. Años después, Jacob muere, y José, a los 110 años, pide ser enterrado en Israel. Siglos después, Moisés libera a los hebreos y cumple el deseo de José.

## Producción
Es la cuarta miniserie bíblica producida por Rede Record, sucediendo a La saga de la Reina Ester (2010), Sansón y Dalila (2011) y Rey David (2012). Inicialmente planeada para ser presentada en 28 capítulos, pero por la buena aceptación del público, fue reeditada y exhibida en 40 capítulos.
El rodaje incluyó escenas grabadas en el Desierto de Atacama en Chile, Egipto e Israel. Para la escenografía se constuyeron dos ciudades que representaban a Avaris, con más de 5500 m², y Hebrón, con más de 2000 m².

## Reparto
- Ângelo Paes Leme como José, gobernador de Egipto.
- Maytê Piragibe como Asenat, esposa de José.
- Celso Frateschi como Jacob.
- Denise del Vecchio como Lea, esposa de Jacob.
- Leonardo Vieira como Faraón Apofis.
- Taumaturgo Ferreira como Potifar, comandante de la Guardia real.
- Bianca Rinaldi como Tany, Gran Esposa Real.
- Larissa Maciel como Sati, esposa de Potifar.
- Carla Cabral como Bilha, tercera esposa de Jacob y madre de Dan y Neftalí.
- Samara Felippo como Dina, hija de Jacob y Lea.
- Mylla Christie como Raquel, segunda esposa de Jacob, madre de José y Benjamín.
- Caio Junqueira como Simeón.
- Eduardo Lago como Pentefres, sacerdote de Egipto.
- Sandro Rocha como Seneb.
- Iran Malfitano como Abur.
- Babi Xavier como Elisa, esposa de Judá.
- Gustavo Leão como Benjamín.
- Vitor Hugo como Judá.
- Paulo Nigro como Siquem.
- Camila Rodrigues como Tamar.
- Guilherme Winter como Rubén.
- Andréa Avancini como Zilpa, cuarta esposa de Jacob, madre de Gad y Aser.
- Felipe Cardoso como Levi.
- Nanda Ziegler como Naamá.
- Thelmo Fernandes como Jetur, Ismaelita que vendió a José a Putifar.
- Juliana Boller como Mara, esposa de Benjamín.
- Bruno Padilha como Kedar, esposo de Naamá.
- Henrique Ramiro como Onán, hijo de Judá.
- Rafael Sardão como Nekau, el copero del rey Apofis.
- Caetano O'Maihlan como Gibar, esposo de Dina.
- Joelson Medeiros como Mitri, escriba de la casa de Putifar.
- Henri Pagnoncelli como Hamor, padre de Siquem.
- Daniel Bouzas como Toth, panadero del rey.
- João Vitor como Selá.
- Elder Gatelly como Hira.
- Janaína Moura como Rebeca.
- Fernando Sampaio como Neftalí.
- Eduardo Spinetti como Dan.
- Vasco Valentino como Gad.
- Binho Beltrão como Er.
- Edu Porto como Isacar.
- Wendell Duarte como Aser.
- Acacio Ferreira como Zabulón.

### Primera fase
- Ricky Tavares como José (joven).
- Anna Rita Cerqueira como Asenat (joven).
- Marcela Barrozo como Dina (joven).
- Bia Braga como Mara (joven).
- Eduardo Melo como Benjamín (niño).

## Banda sonora
El productor musical Daniel Figueiredo escribió la partitura completa de la miniserie José do Egito.

| N.º | Título                        | Música            | Duración |  |
| 1.  | «Kue»                         | Daniel Figueiredo | 2:18     |  |
| 2.  | «Az»                          | Daniel Figueiredo | 2:09     |  |
| 3.  | «Epicus»                      | Daniel Figueiredo | 1:47     |  |
| 4.  | «Pure»                        | Daniel Figueiredo | 2:19     |  |
| 5.  | «Selando»                     | Daniel Figueiredo | 2:54     |  |
| 6.  | «Um»                          | Daniel Figueiredo | 4:12     |  |
| 7.  | «Enter»                       | Daniel Figueiredo | 11:01    |  |
| 8.  | «Titan»                       | Daniel Figueiredo | 2:44     |  |
| 9.  | «Cincos»                      | Daniel Figueiredo | 2:08     |  |
| 10. | «Kiu»                         | Daniel Figueiredo | 2:16     |  |
| 11. | «Loving»                      | Daniel Figueiredo | 2:01     |  |
| 12. | «Acordar»                     | Daniel Figueiredo | 2:23     |  |
| 13. | «Bura»                        | Daniel Figueiredo | 8:38     |  |
| 14. | «Egitopen (Tema de Apertura)» | Daniel Figueiredo | 1:49     |  |
| 15. | «Egitone»                     | Daniel Figueiredo | 2:24     |  |
| 16. | «Trem»                        | Daniel Figueiredo | 2:24     |  |
| 17. | «Oasis»                       | Daniel Figueiredo | 2:08     |  |

## Premios y nominaciones
| Año  | Premio                    | Categoría                             | Nominado         | Resultado | Ref.  |
| ---- | ------------------------- | ------------------------------------- | ---------------- | --------- | ----- |
| 2013 | Premio Extra de Televisão | Actriz de reparto                     | Bianca Rinaldi   | Nominado  | [ 8 ] |
| 2013 | Premio Extra de Televisão | Vestuario                             | José de Egito    | Nominado  | [ 8 ] |
| 2013 | Premio Extra de Televisão | Maquillaje                            | José de Egito    | Nominado  | [ 8 ] |
| 2014 | Premio Contigo! de TV     | Mejor actriz en una serie o miniserie | Bianca Rinaldi   | Nominado  | [ 9 ] |
| 2014 | Premio Contigo! de TV     | Mejor actor de una serie o miniserie  | Ângelo Paes Leme | Nominado  | [ 9 ] |

## Presentación internacional
- Cabo Verde - RecordTV Cabo Verde
- Japón - RecordTV Japan
- Unión Europea - RecordTV Europa
- Estados Unidos - MundoFox (2015) / Univision (2017)
- Puerto Rico - MundoFox
- Mozambique - TV Miramar
- Perú - Frecuencia Latina
- Chile - Televisión Nacional de Chile
- México - Imagen Televisión
- Inglaterra - My Channel
- Escocia - My Channel
- Irlanda del Norte - My Channel
- Gales - My Channel
- Irlanda - My Channel
- Argentina - Telefe
- Ecuador - Ecuavisa
- República Dominicana - Si TV y Telemicro